# Gadarwara
Gadarwara ist eine Stadt im indischen Bundesstaat Madhya Pradesh. Gadarwara liegt im Zentrum des Bundesstaates und damit auch Nahe dem geografischen Zentrum Indiens.
Die Stadt ist Teil des Distrikts Narsinghpur. Gadarwara hat den Status eines Municipal Councils. Die Stadt ist in 26 Wards gegliedert. Sie hatte am Stichtag der Volkszählung 2011 45.344 Einwohner.